# Mikael Åkerfeldt

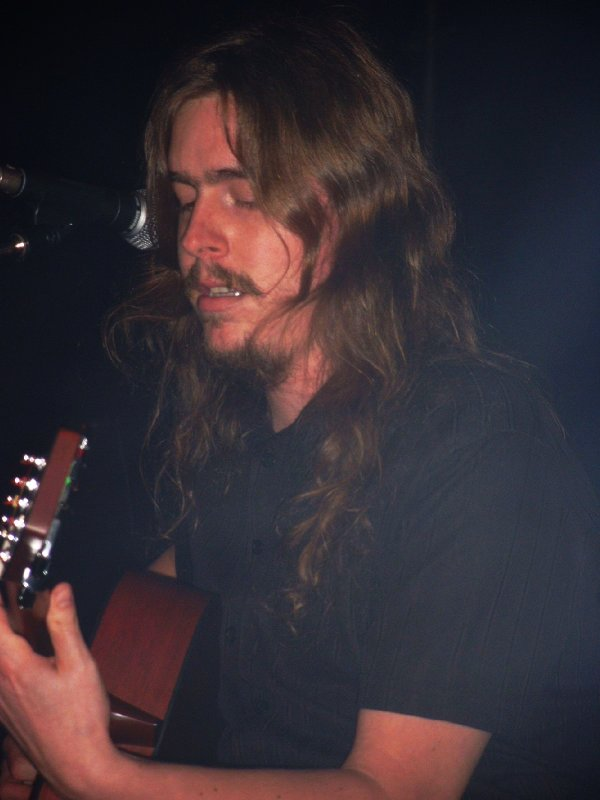
Mikael Åkerfeldt

Lars Mikael Åkerfeldt (* 17. April 1974 in Stockholm) ist ein schwedischer Musiker. Er ist Sänger und Gitarrist der Progressive-/Death-Metal-Band Opeth und war Sänger der Death-Metal-Band Bloodbath.

## Leben
Lars Mikael Åkerfeldt wuchs in Sörskogen auf. Am 15. August 2003 heiratete er seine Freundin Anna, am 13. September 2004 kam die gemeinsame Tochter Melinda zur Welt. Am 28. Oktober 2007 wurde seine zweite Tochter Mirjam Ebba Maria geboren. Inzwischen wurde die Ehe mit Anna geschieden.

## Musik

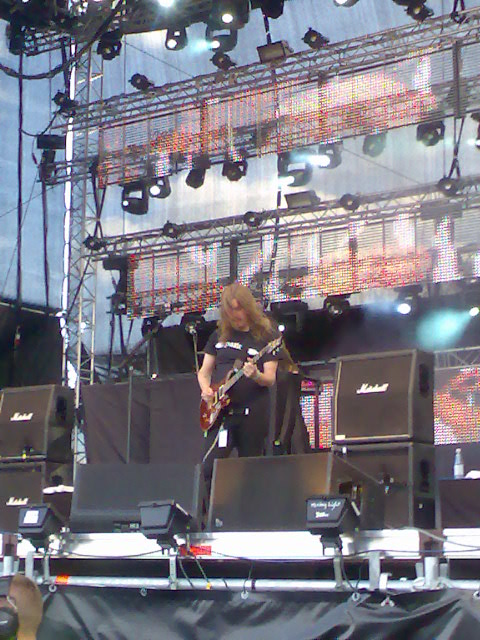
Mikael Åkerfeldt mit Opeth – Ruisrock 2008 (Turku, Finland)

Ab 1987 wirkte Åkerfeldt als Sänger und Gitarrist in der von ihm mitgegründeten Death-Metal-Band Eruption. Nachdem die Gruppe sich 1990 aufgelöst hatte, gründete er zusammen mit David Isberg die Formation Opeth.

## Diskografie
Mikael Åkerfeldt wirkte an allen bisherigen Alben von Opeth mit. Zudem war er bis zu seinem Ausstieg 2012 Sänger der Band Bloodbath und gründete ebenfalls 2012 mit Steven Wilson (Porcupine Tree) das Projekt Storm Corrosion.
Hinzu kommen Gastauftritte u. a. bei:
- Katatonia (Gesang auf Brave Murder Day (1996), Sounds of Decay (1997) und Brave Yester Days (2004))
- Ayreon (singt den Part der Angst auf dem Album The Human Equation)[1]
- Edge of Sanity (Gesang und Gitarre auf dem Album Crimson)
- Porcupine Tree (Gesang und Gitarre auf dem Album Deadwing)
- Soilwork (Gesang des Titelstückes von A Predator's Portrait)
- Sörskogen (Gesang und Gitarre beim Lied „Mordet i Grottan“)
- Steel (Gitarre)
- Dream Theater (spricht einige Zeilen in dem Lied „Repentance“ auf dem Album Systematic Chaos)
- Ihsahn (Gastgesang in dem Lied „Unhealer“ auf dem Album angL)
- OSI (Text und Gesang des Stückes „Stockholm“ auf dem Album Blood)
- Devin Townsend Project (Gastgesang bei „Stand“ vom Album Deconstruction)
- Steve Hackett (Gastgesang bei „Supper's Ready“ auf dem Album Genesis Revisited II)
- Ghost (Akustikgitarre bei „Helvetesfönster“ auf dem Album Prequelle)[2]

Des Weiteren sang Åkerfeldt das Stück „Roads“ auf dem 25th Anniversary Album von Roadrunner Records ein und komponierte die Musik für die schwedische Netflix-Serie Clark.